# Liberdade religiosa por região

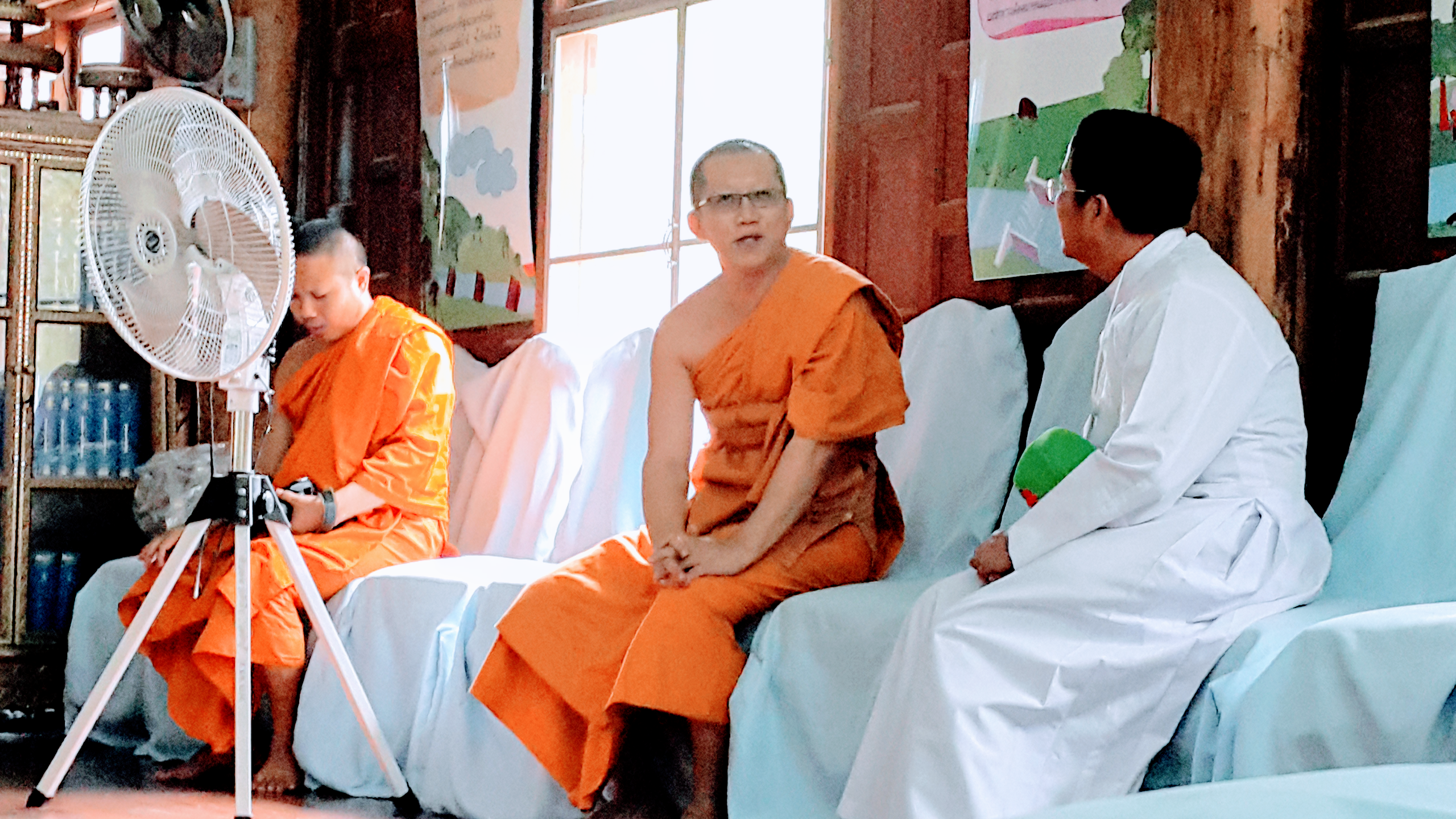
Um monge budista Theravada conversando com um padre católico, Tailândia

O status da liberdade religiosa varia de país para país. Os estados podem divergir com base em se garantem ou não tratamento igual perante a lei para seguidores de religiões diferentes, se estabelecem uma religião oficial (e as implicações legais que isso tem para praticantes e não praticantes), até que ponto as organizações religiosas que operam dentro do país são policiadas e até que ponto a lei religiosa é usada como base para o código legal do país.
Existem outras discrepâncias entre as posturas autoproclamadas de liberdade religiosa de alguns países e a prática real dos órgãos de autoridade nesses países: o estabelecimento de igualdade religiosa por um país em sua constituição ou leis não se traduz necessariamente em liberdade de prática para os residentes do país. Além disso, práticas semelhantes (como fazer com que os cidadãos identifiquem sua preferência religiosa ao governo ou em carteiras de identidade) podem ter consequências diferentes, dependendo de outras circunstâncias sociopolíticas específicas dos países em questão.
Mais de 120 constituições nacionais mencionam a igualdade independente da religião.

## África
A maioria dos países da África estabelece legalmente que a liberdade de religião é um direito conferido a todos os indivíduos. A extensão em que isso é aplicado na prática varia muito de país para país. Vários países têm leis anti-discriminação que proíbem a discriminação religiosa. Vários países, particularmente na África Ocidental e na África Austral, têm um alto grau de tolerância religiosa, tanto conforme imposto pelo governo, quanto refletido pelas atitudes sociais. Outros, no entanto, têm níveis significativos de discriminação religiosa, praticada por aparatos governamentais ou pelo público em geral. Os grupos que enfrentam níveis significativos de discriminação legal na África incluem muçulmanos (na maioria dos países cristãos), cristãos (na maioria dos países muçulmanos), praticantes da fé bahá'í, muçulmanos ahmadiyya (nos países muçulmanos), e rastafáris. Além disso, alguns países têm níveis significativos de animosidade social contra ateus. Alguns países proíbem a feitiçaria. Vários países estabeleceram o Islã como religião oficial e alguns países com populações muçulmanas significativas também têm supervisão governamental da prática islâmica no país, incluindo o estabelecimento de tribunais islâmicos religiosos, que são mais comumente usados para o direito de família. Esses tribunais geralmente estão presentes além dos tribunais seculares, e normalmente têm uma função subordinada, embora nem sempre seja esse o caso.
Vários países exigem que as organizações religiosas se registrem no governo, e alguns proíbem o estabelecimento de partidos políticos religiosos. Vários países fornecem fundos para instituições religiosas e/ou peregrinações.
A violência de motivação religiosa está presente em alguns países, particularmente aqueles que têm um alto nível de instabilidade política ou insurgências ativas.

## Ásia
A maioria dos países da Ásia estabelece oficialmente a liberdade religiosa por lei, mas a extensão em que ela é aplicada varia. Alguns países têm leis anti-discriminação e outros têm leis anti-blasfêmia. A discriminação religiosa legal está presente em muitos países da Ásia. Alguns países também restringiram significativamente as atividades de grupos islâmicos que eles identificaram como fundamentalistas. Vários países proíbem o proselitismo, em geral ou para grupos religiosos específicos. O Tadjiquistão e o Turcomenistão têm restrições significativas contra a prática da religião em geral, e outros países como a China desencorajam essa prática amplamente. Vários países da Ásia estabelecem uma religião oficial, sendo o islamismo (geralmente o islamismo sunita) o mais comum, seguido pelo budismo. O Líbano e o Irã, bem como a Federação Democrática do Norte da Síria, estabeleceram sistemas políticos confessionais que garantem níveis definidos de representação no governo para grupos religiosos específicos no país. Alguns países de maioria muçulmana têm tribunais religiosos islâmicos, com vários graus de jurisdição. Os governos de alguns países muçulmanos desempenham um papel ativo na supervisão e direção da forma de prática religiosa muçulmana em seu país.
Os níveis sociais de tolerância religiosa variam muito na Ásia. Os grupos afetados negativamente incluem muçulmanos, cristãos, judeus, budistas, ateus e hindus.

## Europa
Praticamente todos os países da Europa estabelecem legalmente a liberdade de religião, e a maioria também tem leis anti-discriminação que destacam especificamente a liberdade religiosa. No entanto, a aplicação dessas leis nem sempre é consistente e vários países falham rotineiramente na implementação dessas leis em nível local. Alguns países da Europa continuam a ter religiões estatais. A maioria dos países do antigo bloco oriental tem programas governamentais para a restituição de propriedade religiosa confiscada por governos socialistas anteriores. Muitos países na Europa também fornecem financiamento do governo ou outros privilégios para grupos religiosos registrados. Vários países têm leis de abate de animais que proíbem efetivamente os açougueiros de fazer carne kosher e halal, e uma proporção menor proíbe a circuncisão não médica, geralmente com base nos direitos dos animais e nos direitos humanos, respectivamente. Na maioria dos casos, indivíduos religiosos que precisam observar essas práticas podem importar carne e ir para outros países para realizar circuncisões sem a interferência de seu governo.
A tolerância religiosa na sociedade em geral varia na Europa. Enquanto alguns países têm um alto grau de tolerância religiosa, outros têm níveis significativos de sentimentos antimuçulmanos e antissemitas na população em geral, bem como discriminação contra as Testemunhas de Jeová, às vezes resultando em violência física motivada pela religião ou vandalismo. Em alguns casos, tais atitudes são refletidas também por funcionários do governo. Em alguns países, particularmente nos antigos estados iugoslavos, mas também na Ucrânia, existem hostilidades entre denominações cristãs relacionadas a disputas entre igrejas ortodoxas sobre jurisdições religiosas e o controle de locais sagrados.

## América do Norte
Cada país da América do Norte inclui disposições para a liberdade de religião ou liberdade de consciência em sua constituição. Vários países também proibiram formalmente a discriminação por motivos religiosos, e de acordo com relatórios do Departamento de Estado dos EUA, muitos países da região não têm questões pendentes com relação a violações de liberdade religiosa devido à intervenção do governo ou pressão social. Sete países têm leis contra a blasfêmia que fazem parte de seus códigos legais desde a era colonial britânica, mas que não são aplicadas atualmente. Os rastafáris enfrentam discriminação e obstáculos à prática religiosa em muitos países da região, muitas vezes devido em parte aos países que proíbem a cannabis, que é usada em rituais religiosos rastafáris. O catolicismo romano é a religião oficial de alguns países da América do Norte, e alguns outros fornecem tratamento preferencial à Igreja Católica, apesar de não estabelecê-la oficialmente como religião oficial.

## Oceania
Todos os países da Oceania garantem oficialmente o direito à liberdade de religião em uma constituição ou declaração de direitos, embora mais da metade qualifique essa liberdade como subordinada a outras preocupações, como segurança pública ou "moralidade". Além disso, alguns países têm estruturas comunais de liderança local que às vezes são hostis às religiões estrangeiras, apesar dos requisitos legais oficiais de tolerância. Apenas dois países na Oceania, Samoa e Tuvalu, têm religiões estatais (Cristianismo para Samoa e uma igreja Cristã específica para Tuvalu), e alguns outros países referenciam especificamente o Cristianismo como um princípio básico ou fundamental em suas constituições. De acordo com relatórios do governo dos EUA, cerca de um quarto dos países da Oceania não tiveram violações significativas da liberdade de religião; uma proporção semelhante registrou incidentes de violência contra minorias religiosas no século 21, contra hindus ( Fiji), judeus (Austrália) e muçulmanos (Nova Zelândia e Papua Nova Guiné, com outros países tendo quantidades significativas de discurso político anti-muçulmano).

## América do Sul
Cada país da América do Sul inclui uma cláusula sobre a liberdade de religião em sua constituição. Alguns países baniram explicitamente a discriminação religiosa. Embora nenhum país da América do Sul tenha uma religião oficial do Estado, alguns conferem tratamento preferencial à Igreja Católica. Vandalismo anti-semita foi relatado em três países da América do Sul.